# .vi
.vi è il dominio di primo livello nazionale assegnato alle Isole Vergini Americane.